# Coal Face
Coal Face is een compositie van Benjamin Britten uit mei en juni 1935.
Na The King's Stamp werd Britten opnieuw gevraagd filmmuziek te leveren bij een documentaire van GPO Film Unit. Dit keer ging de film over de mijnwerkers die ondanks hun zware werk Groot-Brittannië toch maar gaande hielden. Aangezien GPO niets te doen had met de mijnindustrie moet het als een privé-initiatief gezien worden van hun filmmaker John Grierson. Het verhaal gaat over de politiek-sociale situatie die toen in Groot-Brittannië (en de rest van de wereld) heerste. Dat paste goed in het straatje van de recalcitrante Britten. Britten heeft later nog muziek geschreven bij een toneelstuk over hetzelfde onderwerp: Montagu Slaters Stay Down, Miner.
Het werk behandelt het smerige en zware werk en tegelijk de weinige waardering voor de werklui in de mijnen. Tegelijk ook een les in economie; hoeveel arbeiders (750 000) hoeveel kolen naar boven haalden.
De compositie bestaat uit twaalf delen, duurt 11 minuten en is geschreven voor spreekstem, tenor, bariton, "whistler", koor en ensemble.

## Discografie
- Uitgave NMC Recordings